# Beaubien (métro de Montréal)
Pour les articles homonymes, voir Beaubien.

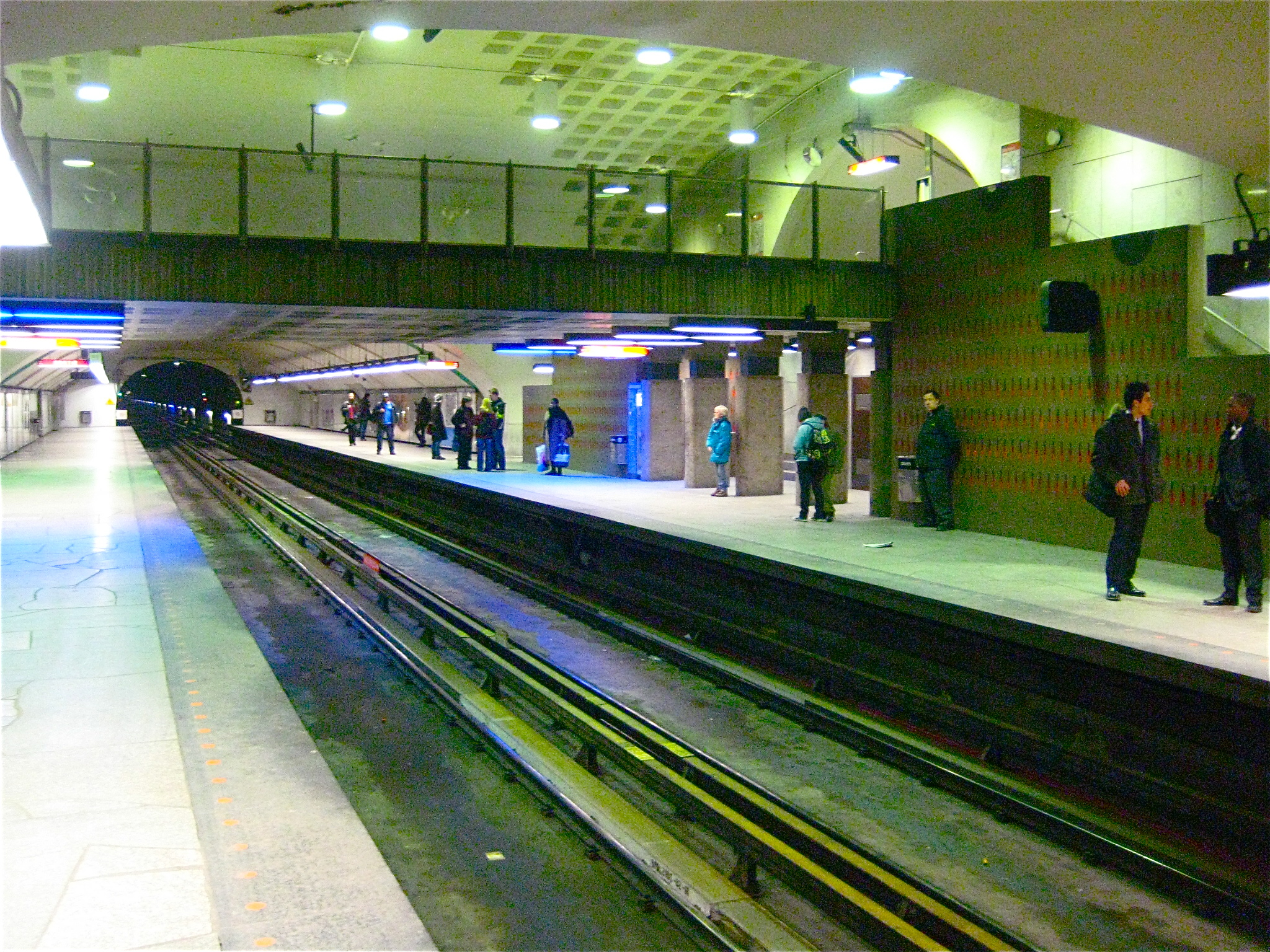
Quai de la station de métro Beaubien

Beaubien est une station de la ligne orange du métro de Montréal située dans l'arrondissement de Rosemont–La Petite-Patrie dans la province de Québec. Elle se situe sur la rue Beaubien.

## Origine du nom
Le nom de la station rappelle celui de la famille Beaubien, une famille canadienne-française qui fut longtemps influente dans la bourgeoisie montréalaise ; il rappelle en particulier la mémoire du médecin Pierre Beaubien qui possédait plusieurs propriétés dans la ville d'Outremont et de son fils Louis Beaubien, député et fondateur de la Ville d'Outremont.

## Lignes de bus
| Numéros | Noms                     | Service |
| ------- | ------------------------ | ------- |
| 18      | Beaubien                 | De Jour |
| 30      | Saint-Denis/Saint-Hubert | De Jour |
| 31      | Saint-Denis              | De Jour |
| 160     | Barclay                  | De Jour |
| 361     | Saint-Denis              | De Nuit |

## Édicules
- 6530, av. de Châteaubriand

Cet édicule comporte deux sorties : Une vers la rue de Châteaubriand et une vers une boucle d'autobus.

## Principales intersections à proximité
- Av. de Châteaubriand / rue Beaubien

## Centres d'intérêt à proximité
- CLSC La Petite Patrie
- Cour de la citoyenneté canadienne
- École La Mennais
- Plaza Saint-Hubert